# 哈伯蠼螋
哈伯蠼螋（学名：Forficula harberei）为蠼螋屬下的一个种。